# French press
French press, French curl o Skull crusher è un esercizio con i pesi praticato per stimolare il muscolo tricipite brachiale. La vasta categoria di esercizi denominata come French press rappresenta una parte delle tipologie di estensioni per tricipiti, e può essere praticata con attrezzi differenti, come manubri, manubrio singolo, modalità con manubrio unilaterale, bilanciere (dritto, EZ o a martello), zavorra o cavo, con differenti inclinazioni della panca o in posizione eretta.

## Esecuzione
L'esercizio della french press o skull crusher ("spacca testa o spacca cranio"), chiamato in italiano estensioni per tricipiti da sdraiati (lying triceps extension), viene praticato su panca, normalmente con bilancieri o manubri, ma anche al cavo basso. Dalla posizione distesa supina, le braccia (la parte prossimale dell'arto superiore) vengono posizionate all'incirca in verticale rispetto al suolo e mantenute rigide durante il movimento, il quale prevede la semplice estensione dell'avambraccio sul braccio. Nonostante l'esecuzione tradizionalmente descritta preveda il posizionamento delle braccia bloccate perfettamente in verticale rispetto al suolo (formando un angolo di 90° con le spalle), diversi autori segnalano la necessità di mantenerle in una posizione obliqua, leggermente flessa a circa 50°, in modo che la tensione muscolare non venga attenuata nel punto di massima contrazione. La french press è - ad eccezione di alcune varianti - un esercizio monoarticolare, vale a dire che prevede la mobilizzazione di una sola articolazione durante il movimento, ovvero quella del gomito. Il movimento previsto dall'esercizio è la pura estensione del gomito o dell'avambraccio sul piano sagittale. Il movimento di ritorno, o negativo, si arresta normalmente a 90° di flessione del gomito, ma diversi autori segnalano la possibilità di estendere il gomito oltre tale soglia. L'attrezzo più comunemente usato è il bilanciere, ma altre varianti possono prevedere l'uso di bilanciere sagomato, bilanciere a martello, un manubrio per braccio, un singolo manubrio impugnato con entrambe le mani, il manubrio singolo in modalità unilaterale o l'esecuzione al cavo basso. Altre modalità esecutive possono prevedere l'inclinazione o la declinazione della panca. La french press è uno degli esercizi più popolari per stimolare il tricipite brachiale, riuscendo a reclutare maggiormente il capo lungo grazie alla posizione iniziale del braccio che ne favorisce il prestiramento.

### Modalità di esecuzione
Tralasciando le varianti che prevedono diverse inclinazioni del tronco, la modalità esecutiva della french press classica su panca piana viene spesso definita in maniera piuttosto varia, e molti autori la descrivono in modi differenti. Tuttavia, non necessariamente esiste un'esecuzione più corretta; piuttosto è possibile modificarla in base alla difficoltà, alle proprie possibilità, all'eventuale presenza di infortuni o all'obiettivo specifico. Sebbene i termini french press e skull crusher vengano solitamente usati come sinonimi, alcuni autori attribuiscono a questi termini due differenti significati a cui fanno riferimento due differenti varianti, mentre altri ancora riconoscono la possibilità di eseguire l'esercizio in modalità multiarticolare:
- Lying triceps extension "Skull crusher": molti autori sostengono che l'esecuzione della french press debba consistere nel portare il bilanciere (o i manubri) al livello della fronte durante il picco della fase eccentrica[11][12][15], ed alcuni tendono a definire solo questa variante come "Skull crusher"[1] (spacca cranio), semplicemente per questo motivo[16]. Il braccio verrebbe manutenuto in verticale o ad un livello di flessione sulla spalla di 90°, e la flessione del gomito si arresta a circa 90°.
- Lying triceps extension "French press": altri autori sostengono che il bilanciere (o i manubri) debba essere portato dietro la testa, e in questo modo l'esercizio perderebbe in nominativo di "skull crusher" perché non entra a contatto con la fronte, assumendo il titolo di "french press" per distinguerlo dal primo. Per questo motivo il braccio può essere mantenuto ad un maggiore grado di flessione risultando obliquo rispetto al terreno.
- Lying triceps extension/French press "multiarticolare": altri ancora descrivono l'esecuzione della french press permettendo la mobilizzazione del braccio[12][17][18][19], una modalità che rende l'esercizio multiarticolare con l'introduzione di una sorta di cheating. Normalmente viene suggerito di evitare l'esecuzione multiarticolare mediante la mobilizzazione del braccio[1] per ottenere il massimo isolamento del tricipite escludendo muscoli come gran pettorale e gran dorsale, tuttavia questa modalità consente di sollevare carichi maggiori grazie al coinvolgimento di grosse masse muscolari e porre sotto minore stress il tendine del gomito, in quanto il braccio di leva impone una distribuzione della forza su più articolazioni evitando che il sovraccarico vada a gravare sull'articolazione del gomito. La french press può essere praticata in una moltitudine di varianti. In sintesi, nelle varianti ai pesi liberi, la modifica della posizione del corpo per cambiare l'orientamento del braccio in relazione alla gravità e al tronco può influenzare il contributo in percentuale di ogni capo[20].

## Varianti

### French press su panca inclinata
La french press su panca inclinata (incline bench french press), talvolta denominata french curl, prevede l'esecuzione dell'esercizio su una panca inclinata attorno ai 45°. Questa si pone a metà strada tra la french press verticale da seduti e la variante tradizionale in posizione orizzontale supina. La prima differenza notabile è il maggiore livello di flessione del braccio in partenza, cosa che porta in ulteriore prestiramento il capo lungo del tricipite. Come era stato segnalato per la variante su panca piana, il braccio può essere mantenuto ad un livello di inclinazione di circa 45° rispetto al suolo per prestirare maggiormente il capo lungo e ridurre al minimo i punti morti del ROM. Poiché l'ottimale rapporto lunghezza-tensione del capo lungo del tricipite avviene quando la spalla è flessa a 180°, la french press su panca inclinata permetterebbe di enfatizzare il lavoro del capo lungo a scapito dei capi mediale e laterale se paragonata all'esercizio su panca piana. L'inclinazione della panca porta a distribuire in maniera differente il sovraccarico muscolare e la forza durante il movimento, sovraccaricando di conseguenza una parte differente della curva della forza. Mentre nella french press su panca piana il braccio di leva della forza esterna si riducono man mano che il gomito viene esteso fino a risultare minimo in massima contrazione, in questo caso la posizione del braccio inclinata in obliquo e allineata col corpo permette che la forza esterna venga mantenuta anche quando il gomito è completamente esteso, nel picco della contrazione. Questo vantaggio comunque può essere ottenuto solo se il braccio viene mantenuto obliquo a circa 45° nella posizione di partenza. In conclusione, la french press su panca inclinata è utile perché consente di enfatizzare la sollecitazione del capo lungo (grazie alla posizione in maggiore prestiramento) e allo stesso tempo evitare i punti morti durante il ROM nella fase di massima estensione, un difetto invece presente nella versione tradizionale su panca piana. Un altro potenziale pregio della french press su panca inclinata è la maggiore idoneità per i soggetti con un aumento della lordosi lombare, per i quali la posizione distesa supina potrebbe rappresentare una forma di stress a causa della posizione estesa della coscia sull'anca, la quale porta in tensione il muscolo ileo-psoas, direttamente responsabile dell'aumento stesso della curva lombare.

### French press su panca declinata
La french press su panca declinata (decline bench french press) viene praticata in maniera opposta alla variante precedentemente descritta. La panca può essere declinata a circa 30-45° e impone di fissare le caviglie sotto le apposite imbottiture cilindriche. Mentre uno dei principali pregi della french press era favorire il prestiramento del capo lungo del tricipite, questa modalità porta invece a precontrarre relativamente tale fascio muscolare rispetto alle precedenti descritte a causa della posizione del braccio in partenza meno flessa sulla spalla. Per questi motivi essa non rappresenterebbe la scelta ideale per esaltare lo stimolo del capo lungo sugli altre due capi (anche se ciò dipende in realtà dal grado di flessione del braccio più che dall'inclinazione del busto), ma può risultare una variante da eseguire in alternativa alle precedenti. Charles Poliquin è un sostenitore di questo esercizio, sottolineando che studi MRI (risonanza magnetica) l'hanno riconosciuto come uno dei movimenti più efficaci per reclutare il tricipite, anche se questo porta ad enfatizzare il lavoro dei capi monoarticolari a scapito del capo lungo. Anche in questo caso, per evitare i punti morti durante il ROM in massima contrazione, è possibile partire con le braccia più flesse sulla spalla in modo che risultino oblique rispetto al suolo. In questo modo si favorisce anche un maggiore prestiramento del capo lungo del tricipite.

### French press verticale
La french press verticale (vertical french press, vertical triceps extension o french curl), spesso chiamata semplicemente "estensioni dietro la testa o oltre la testa" (overhead triceps extensions), è la terza principale variante delle french press. La peculiarità di questo esercizio è il busto verticale, e il braccio flesso sulla spalla in verticale in allineamento con il busto. In questa situazione il capo lungo riesce a raggiungere la massima posizione di prestiramento, ad un livello analogo a quanto permette la variante su panca inclinata a 45°. Analisi elettromiografiche hanno mostrato che la french press verticale (nella variante in piedi e con un manubrio bilaterale) favorisca una maggiore attività generale del tricipite rispetto alla french press orizzontale. Questa modalità viene normalmente eseguita da seduti (seated french press o seated triceps extension), su schienale oppure senza appoggio, tuttavia in quest'ultimo caso è richiesta una grande stabilità e l'intervento isometrico della muscolatura addominale, impegnata sia nello stabilizzare il tronco che nell'impedire un eccessivo inarcamento della curva lombare. Per questo motivo l'esercizio senza schienale è assolutamente da evitare con l'uso di alti carichi, i quali provocherebbero una perdita di equilibrio impedendone di fatto l'esecuzione. L'esercizio è praticabile anche nella posizione eretta (standing french press o standing triceps extension), chiamando in causa i muscoli stabilizzatori e rendendolo ancora poco adatto all'uso di carichi elevati ad alta intensità. Se da un lato il braccio portato in completa flessione ha il vantaggio di prestirare il capo lungo, nella posizione verticale il difetto evidente è la crescente riduzione della tensione muscolare man mano che il gomito viene esteso, un problema che invece non è presente nella french press su panca inclinata se correttamente eseguita. Si può notare infatti che nella fase di massima estensione, quando le braccia sono perfettamente verticali (lock out), il braccio di leva è minimo perché la linea di azione della forza è allineata sia con l'articolazione del gomito che con quella della spalla. Per evitare i punti morti sarebbe possibile arrestare il movimento prima della massima estensione, ma ciò determina una riduzione del ROM. La french press verticale per tanto può essere ritenuto un esercizio utile per stimolare selettivamente il capo lungo del tricipite e,nella variante da seduti, riduce il grado di estensione della coscia in presenza di problematiche alla bassa schiena - similmente a quanto permette la variante su panca inclinata - ma impone una riduzione della traiettoria utile durante l'arco di movimento. Altre problematiche potenziali sono legate al livello di flessione del braccio a circa 180°, una posizione inadatta per i soggetti con sindrome da impingement che accusano un'infiammazione ai tendini della cuffia dei rotatori e del capo lungo del bicipite, e il cui contatto con l'arco subacromiale durante la flessione oltre i 90° può determinarne dolore.

### French press al cavo

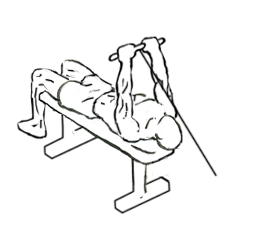
Fase finale della french press su panca piana al cavo basso: i cavi permettono di mantenere la tensione costante lungo tutto il ROM evitando i punti morti come avviene ai pesi liberi.

L'esercizio della french press può essere eseguito in tutte le sue varianti anche al cavo basso. Poiché i cavi consentono di mantenere un tensione meglio distribuita lungo un arco di movimento (ROM) completo, in questi casi l'inclinazione della panca non è un fattore determinante come avviene nei pesi liberi. Le quattro modalità precedentemente descritte possono essere praticate al cavo evitando completamente i punti morti e la conseguente riduzione dell'attività muscolare. È necessario segnalare come nelle varianti i cavi, l'inclinazione della panca non rappresenti più un problema in termini di lavoro muscolare grazie all'indipendenza dalla forza di gravità, mentre l'unico fattore che determina un'alterazione del lavoro è la posizione del braccio in partenza, il quale provoca una differente attivazione muscolare. Ciò è dovuto al fatto che il capo lungo del tricipite aumenta la sua attività a scapito degli altri due capi in proporzione al grado di flessione del braccio, o viceversa riduce la sua attività in proporzione al grado di estensione. Per tanto, a prescindere a quale sia il livello di inclinazione della panca o del tronco, ciò che in questo caso più determina la distribuzione del lavoro su diversi fasci è la posizione del braccio o il suo angolo di lavoro in partenza.
- French al cavo basso su panca piana:[18] si tratta della risposta alla french press ai pesi liberi. Se in quest'ultima veniva suggerito di mantenere il braccio obliquo a circa 50° per non perdere la tensione in massima estensione, in questo caso la posizione del braccio in partenza può essere regolata a piacere per poter distribuire il lavoro più sul capo lungo (con una posizione più flessa), più sui capi mediale e laterale (con una posizione più estesa), o mantenendo semplicemente il braccio verticale per un lavoro più equamente distribuito.
- French al cavo basso su panca inclinata: se il principale pregio della french press su panca inclinata ai pesi liberi era quella di evitare i punti morti in fase di massima contrazione, l'esecuzione ai cavi non rende questa variante particolarmente vantaggiosa rispetto alle altre. Essa può essere eseguita in varie modalità modificando la posizione del braccio in partenza per distribuire differentemente il lavoro sui diversi capi del tricipite. Un vantaggio significativo può essere ritrovato nella maggiore idoneità per i soggetti con aumento della lordosi lombare.
- French al cavo basso su panca declinata: anche questa non presenta alcun significativo vantaggio, in quanto il braccio può essere mantenuto in posizioni molto più varie rispetto alla risposta ai pesi liberi. Se eseguito con le braccia più estese riesce ad assumere delle caratteristiche simili al push down con la differenza che viene praticato a testa in giù.
- French al cavo basso su panca verticale: è essenzialmente la risposta i cavi della french press da seduti su panca verticale. In questo caso lo scopo è quello di massimizzare il reclutamento del capo lungo grazie alla posizione del braccio flessa a 180°. Il vantaggio è naturalmente quello di non perdere la tensione muscolare nella seconda metà del ROM, quando avviene la massima estensione del gomito, cosa che invece avviene alla versione ai pesi liberi. Questa modalità è probabilmente tra quelle che riesce a trarre il maggiore vantaggio dal cavo rispetto alla risposta ai pesi liberi. Il principale difetto della french press da seduti era infatti il punto morto in fase di contrazione o estensione del gomito, cosa che riesce ad essere completamente evitata con l'uso del cavo basso.
- French press al cavo basso in piedi: si tratta della variante in posizione eretta del precedente esercizio descritto. In questo caso viene quindi prevista una componente funzionale, in quanto tale posizione richiede l'intervento massimo dei muscoli stabilizzatori del corpo per mantenere l'equilibrio e permettere l'esecuzione corretta dell'esercizio.
- French al cavo alto su panca verticale: è la risposta in posizione seduta al cavo della french press su panca piana. Questo paragone è dovuto al fatto che anche tale variante impone di portare il braccio ad un angolo di flessione intermedio, a circa 90° sulla spalla, caratteristica che lo accomuna alla french press su panca orizzontale. Questo gli consente di distribuire maggiormente il lavoro tra i capi monoarticolari e il capo lungo grazie alla posizione intermedia.
- French press al cavo alto in piedi: è la risposta in posizione eretta del precedente esercizio descritto. Essa si distingue da quest'ultima dalla posizione eretta e dalla maggiore attivazione dei muscoli stabilizzatori, con particolare enfasi sulla muscolatura addominale, con il ruolo di stabilizzare il tronco e antagonizzare l'iperestensione lombare. L'esercizio viene eseguito di spalle al cavo alto, mentre la schiena dovrebbe essere appoggiata su un'imbottitura per permettere il sollevamento di carichi importanti.

### French press machine
Spesso nominata come triceps machine (termine che condivide con altre macchine dalla diversa meccanica come la dip machine) è la risposta alla french press alla macchina specifica. Tale macchinario permette di ottenere il vantaggio, analogo ai cavi, di mantenere una tensione muscolare meglio distribuita lungo tutto il ROM evitando i punti morti. Si tratta di una forma esecutiva facilitata grazie all'esclusione dei muscoli stabilizzatori, ideale per i principianti, poco dotati di controllo del movimento e connessione mente-muscolo. Realmente esistono due varianti della french press alla macchina specifica:
- La prima simula il movimento della french press su panca piana ma in posizione da seduti. Essenzialmente è un macchinario strutturato in maniera simile alla panca Scott, dove le braccia vengono poggiate sull'imbottitura, ma che prevede di estendere i gomiti portando l'avambraccio verso il basso invece di fletterlo verso l'alto. Grazie alla posizione del braccio ad un livello di flessione intermedio, a circa 90° sulla spalla, questa variante recluterebbe in maniera più distribuita i tre capi del tricipite. Questa risulta molto simile alla french press da seduti su panca verticale al cavo alto, con la differenza che le braccia in questo caso vengono appoggiate sull'imbottitura.
- La seconda variante simula invece il movimento della french press su panca verticale. Il soggetto si siede su una apposita panca con schienale verticale, mantenendo il braccio completamente flesso a 180° per prestirare il capo lungo ed ottenere una stimolazione più localizzata su tale questo. Si procede con il movimento monoarticolare di estensione del gomito. Si tratta di una variante del tutto analoga alla french press su panca verticale al cavo basso.

### Modifica dell'impugnatura
Molti autori suggeriscono di modificare l'impugnatura degli esercizi per tricipiti con la pretesa di sollecitare differenti aree del tricipite. Ad esempio è stato ipotizzato che l'estensione del gomito a presa supina enfatizzi l'attività del capo laterale, mentre viceversa l'estensione a presa prona solleciterebbe di più il capo mediale. Altri autori hanno teorizzato l'esatto opposto, ed altri ancora hanno postulato che la presa neutra aumenti l'attività del capo laterale. Queste considerazioni, prive di alcuna base concreta, sono presumibilmente motivate dall'ipotesi che la rotazione del polso possa portare rispettivamente in prestiramento o in precontrazione i capi monoarticolari che compongono il tricipite. Non viene considerato che la rotazione del polso o pronosupinazione non è un movimento che permette di modificare in partenza la lunghezza del tricipite brachiale. Questo perché la rotazione impone la mobilizzazione del radio il quale ruota sull'ulna, mentre quest'ultimo segmento, sul quale è inserito il tricipite, rimane fisso senza ruotare. La modifica della rotazione dell'avambraccio causa effettivamente una differente attivazione muscolare dei flessori del gomito durante la flessione, poiché la maggior parte di essi si inserisce sul radio, partecipando per questo anche ai movimenti di pronazione o supinazione assieme alla flessione. Tuttavia la pronosupinazione non causa una differente attivazione del tricipite durante l'estensione del gomito, proprio perché tutti i suoi capi si inseriscono sull'ulna, che al contrario del radio, non ruota. Come ulteriore conferma, mentre la maggior parte dei flessori del gomito partecipa alla pronosupinazione, questa azione non è di competenza degli estensori del gomito. Queste ipotesi sono state ulteriormente smentite da analisi elettromiografiche dirette sull'esercizio del push down, dove venne rilevato che il push down con corda (presa neutra) portasse ad una maggiore attività del capo laterale rispetto al push down con barra (presa prona) (Boehler et al., 2011), nonostante quest'ultimo imponesse un maggiore grado di pronazione. Per tanto non sembra esserci correlazione tra la rotazione del polso durante l'estensione del gomito e la relativa attività dei diversi capi del tricipite. Un dato interessante proviene da altre analisi sull'attività dell'anconeo. Venne notato che durante l'estensione in pronazione l'anconeo risultasse più attivo rispetto all'estensione in supinazione (Pauly et al., 1967). Se a presa prona l'anconeo è più attivo, significa che la presa neutra e soprattutto supina consentirebbero di escluderlo relativamente dal lavoro per poter esaltare l'attività del tricipite. Questo però potrebbe portare ad una riduzione della forza durante il movimento. Per questo motivo, il coach Charles Poliquin suggerisce di portare in pronazione il polso durante la fase finale dell'estensione del gomito per enfatizzare l'attività dell'anconeo. Infine, la presa prona e supina sollecitano diversi muscoli stabilizzatori del polso. Durante l'estensione a presa prona, i muscoli impegnati in isometria nel mantenere il polso allineato sono i vari flessori del polso, mentre durante l'estensione a presa supina i muscoli impegnati nel mantenerlo in posizione sono i vari estensori del polso. Anche la presa neutra riduce il coinvolgimento dei flessori del polso.
In sintesi:
- la pronosupinazione non condiziona l'attività dei capi del tricipite;
- il tricipite brachiale non partecipa al movimento di pronosupinazione dell'avambraccio;
- la presa prona aumenta l'attività dell'anconeo, portando potenzialmente ad una maggiore forza durante l'estensione;
- la presa supina riduce l'attività dell'anconeo, portando ad una potenziale perdita di forza e ad un maggiore isolamento del tricipite;
- la presa prona sollecita in isometria i flessori del polso;
- la presa supina sollecita in isometria gli estensori del polso;
- ciò che determina più concretamente una differente reclutamento dei diversi capi del tricipite (capi monoarticolari e capo lungo) è il livello di flessione o abduzione del braccio;

## L'importanza dellefrench press
La french press è stata giudicata da alcuni come l'esercizio più completo per lo sviluppo del tricipite brachiale perché riesce a sollecitare in egual misura tutti i tre capi che lo compongono. Questa peculiarità della french press - in realtà attribuibile alla variante su panca piana - sarebbe dovuta al fatto che la posizione del braccio flessa sulla spalla e perpendicolare al suolo riesce a portare in maggiore prestiramento il capo lungo, ma non in maniera così enfatizzata come le varianti su panca inclinata o da seduti, pertanto in questo senso il lavoro verrebbe equamente distribuito tra i capi monoarticolari (mediale e laterale) e il capo lungo. Al contrario, ciò non avviene nella french press su panca inclinata o da seduti, in cui il braccio subisce una maggiore flessione sulla spalla portando ad aumentare il prestiramento del capo lungo, il cui intervento prevarrebbe su quello dei capi monoarticolari. Analizzando le varie tipologie di esercizi coi pesi per tricipiti esistenti, emerge che la categoria delle french press sia quella che più riuscirebbe ad aumentare l'attività del capo lungo del tricipite, al contrario di altri movimenti che, non portando il braccio in flessione, non sarebbero in grado di portare in prestiramento il capo lungo imponendone un intervento più significativo. Il push down, il kick back, le distensioni a presa stretta e le dip alle parallele sono tutti esercizi in cui effettivamente il braccio non prevede nella fase di partenza una posizione flessa quanto piuttosto una posizione estesa, impedendo per tanto il prestiramento del capo lungo, fattore che ne consentirebbe una maggiore partecipazione. "Mentre i capi laterale e mediale traggono beneficio in quasi tutti i movimenti per tricipiti, il capo lungo richiede movimenti specifici per essere pienamente reclutato, come l'estensione con manubri [french press] su panca declinata e l'estensione dei tricipiti cavo" (Lyle McDonald, CSCS). L'importanza della flessione del braccio per la sollecitazione del capo lungo è da riconoscere in alcune leggi muscolari quali la "Legge di Starling" e la "Legge di Schwann", e dai principi del "prestiramento muscolare" e dell'"insufficienza attiva", i quali stabiliscono essenzialmente come la forza di muscolo (e quindi il suo reclutamento) sia proporzionale al suo livello di allungamento o stiramento. Poiché il capo lungo è un muscolo biarticolare (attraversa due articolazioni al contrario degli altri due capi) viene allungato in proporzione alla flessione del braccio, e maggiore risulterà il suo allungamento nella fase di partenza maggiore sarà il suo reclutamento. Questi risultati sono stati confermati anche in maniera diretta da alcuni ricercatori. Davidson e Rice (2010) stabilirono chiaramente che l'attivazione relativa del capo lungo era maggiore se l'estensione del gomito avveniva a braccio flesso rispetto a quando l'estensione del gomito avveniva con il braccio lungo i fianchi, mentre Wakahara et al. (2012) osservarono che la french press su panca piana riusciva a stimolare una maggiore attivazione muscolare e una maggiore ipertrofia delle regioni prossimale e mediale rispetto a quella distale, zone che farebbero riferimento alla collocazione del capo lungo.
Ciò nonostante, uno studio recente condotto da Boehler et al. (2011) ha in parte messo in discussione le comuni teorie biomeccaniche espresse dai vari autori, trovando che le french press orizzontale e verticale non consentano di ottenere i vantaggi sopra esposti, né risultino le migliori per sollecitare il tricipite in maniera completa o aumentare l'attivazione del capo lungo tra i vari esercizi testati. Secondo queste analisi, la french press non risulterebbe l'esercizio più completo per la stimolazione dei tricipiti (per approfondimenti su questo tema si veda il paragrafo Biomeccanica della french press).
Secondo diverse analisi, il tricipite brachiale è composto per il 65-67% da fibre a contrazione rapida (tipo IIb) e per il 33-35% da fibre a contrazione lenta (tipo I). Non è ben chiaro però quale sia la differente distribuzione di fibre tra i tre capi. Ad ogni modo esistono teorie che sostengono come un muscolo sia meglio stimolato applicando delle strategie di allenamento specifiche in base alla sua composizione: se prevalgono le fibre lente o di tipo 1, esso è meglio stimolato con basse intensità (bassi carichi) e alte ripetizioni, mentre se prevalgono le fibre rapide o di tipo 2, questo sarà meglio stimolato con alte intensità (alti carichi) e basse ripetizioni. Il tricipite brachiale mostra per altro la prevalenza di fibre rapide (IIb) più alta in assoluto tra i vari muscoli scheletrici del corpo (65-67% contro una media del 50%), per tanto è possibile suggerire lo stimolo del tricipite che alti carichi e basse ripetizioni. Queste indicazioni però contrastano col fatto che la french press è un esercizio monoarticolare e particolarmente stressante per l'articolazione del gomito, e queste caratteristiche non lo renderebbero idoneo all'utilizzo di carichi ad alta intensità (>80% 1-RM) e basse ripetizioni massime (4-8 RM).

## Rischio infortuni
Nell'esercizio coi pesi, le lesioni o la rottura del tricipite sono meno comuni rispetto ad altre forme di infortunio come quelli alla bassa schiena - tra tutti il principale sito di lesioni - o alla spalla e al ginocchio. Ad ogni modo, la french press pone sotto stress l'articolazione del gomito, in particolare il tendine tricipite, inserito sull'olecrano dell'ulna. Ciò è dovuto alle forze di taglio che gravano sull'articolazione, e che vengono esaltate quando la forza di leva è maggiore, ovvero quando il gomito risulta in prossimità della linea orizzontale e parallela rispetto al suolo. Microtraumi ripetuti contro la fossa olecranica o un'eccessiva trazione del tendine del tricipite possono degenerare in fratture da stress dell'olecrano. In questi casi l'atleta lamenta dolore al gomito postero-mediale e postero-laterale durante e subito dopo l'attività sportiva. Diversi autori segnalano la french press come un esercizio dall'alto potenziale lesivo al tendine a causa dell'elevato stress sul gomito, suggerendo di variarlo frequentemente per evitare tendiniti, oppure di eseguirlo come secondo o terzo esercizio per i tricipiti in modo che il tendine si sia riscaldato a sufficienza.
Altro motivo di cautela è dato dalla posizione iperflessa del braccio potenzialmente raggiunta nelle varianti delle french press su panca inclinata o in posizione verticale. La posizione iperflessa del braccio sarebbe giustificata dal fatto che questa consente un maggiore prestiramento del capo lungo del tricipite, favorendone teoricamente un maggiore stimolo selettivo. Tuttavia viene rilevato che durante la flessione può avvenire un contatto tra la cuffia dei rotatori e la cavità glenoidea superiore, dando potenzialmente origine a traumi ai tendini della cuffia dei rotatori, come la sindrome da impingement. Tale infortunio, che prende anche il nome di "sindrome da conflitto della cuffia dei rotatori", si riferisce alla compressione e all'abrasione meccanica dei tendini della cuffia dei rotatori, della borsa subacromiale e del capo lungo del bicipite al di sotto della superficie inferiore anteriore dell'acromion, del legamento coracoacromiale, o sulla superficie inferiore dell'articolazione acromion-claveare durante l'elevazione del braccio. Anche se normalmente l'esecuzione della french press non prevede la mobilizzazione del braccio durante il movimento del gomito, anche il mantenimento statico del braccio in una posizione iperflessa oltre ai limiti fisiologici notato nelle varianti citate potrebbe rappresentare una causa di stress sull'articolazione scapolo-omerale, soprattutto in presenza di sindrome da impingement. Le soluzioni potrebbero consistere nel portare il braccio ad un inferiore livello di flessione durante l'esecuzione. Se si accusa semplicemente un impedimento nel raggiungere l'ideale grado di flessione del braccio a causa dell'accorciamento dei suoi estensori, sarà necessario aumentare la mobilità in flessione tramite la pratica dello stretching allungando questo gruppo di muscoli, rappresentato principalmente da grande dorsale, grande pettorale e grande rotondo.
Un altro rischio infortuni può essere dato dall'eventuale stress lombare dovuto alla posizione supina su panca piana. Il soggetto dovrebbe impedire l'inarcamento eccessivo della lordosi lombare tramite un contrazione addominale, ma nel caso ciò sia difficile da mettere in pratica, può essere suggerito di posizionare i piedi sulla panca o su un rialzo per evitare un inarcamento della lordosi, anche se questo può implicare una perdita di stabilità. Tale modifica in questo caso potrebbe essere favorevole soprattutto per i soggetti con un aumento della lordosi lombare, poiché portando le cosce ad un livello maggiormente flesso si riduce la tensione sul muscolo ileo-psoas, flessore dell'anca responsabile dell'inarcamento della curva lombare in proporzione all’estensione della coscia. Come alternativa alle french press ai pesi liberi, si può suggerire l'esecuzione delle varianti in piedi, le quali presentano una componente funzionale attivando maggiormente i muscoli stabilizzatori e impedendo l'eccessivo inarcamento della curva lombare.

## Aspetti anatomici e biomeccanici

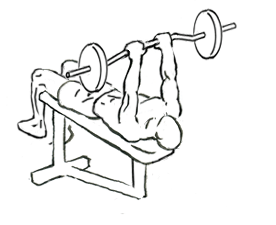
Fase finale della french press con bilanciere sagomato su panca declinata: questa posizione del braccio perpendicolare al suolo impone la massima riduzione del braccio di leva e una conseguente riduzione dell'attività muscolare.

Il movimento previsto dalla french press è la pura estensione dell'avambraccio sul braccio. Secondo un'analisi biomeccanica, la french press tradizionale su panca piana (lying triceps extension) inizia con le braccia verticali a formare un angolo di 90° col busto e l'avambraccio completamente esteso sul braccio. In questa posizione il braccio di leva è annullato al minimo perché la linea di azione della forza (esterna) è allineata sia con l'articolazione del gomito che con quella della spalla (vedi immagine). Inoltre, i muscoli (forza interna) stabilizzano l'articolazione. La prima parte del movimento è l'abbassamento del carico (fase eccentrica) tramite la flessione del gomito fino a quando esso (omero) raggiunge una posizione orizzontale rispetto al suolo, o un livello di flessione di 90° del gomito. Durante la flessione dell'avambraccio nella fase eccentrica il braccio di leva della forza esterna del gomito aumenta raggiungendo il massimo momento torcente alla fine di questa fase, approssimativamente a 90° di flessione (avambraccio parallelo al suolo). La seconda parte del movimento, ovvero la fase concentrica, prevede il sollevamento del carico verso l'alto mediante il movimento di estensione del gomito (avambraccio) fino a tornare a 0°. Durante l’estensione, il braccio di leva della forza esterna sull'articolazione del gomito si riduce raggiungendo il minimo momento torcente alla fine di questa fase. Proprio per l'annullamento del momento torcente, e quindi della tensione muscolare, è stato suggerito di evitare questo punto morto posizionando il braccio obliquo rispetto al suolo (una maggiore flessione del braccio), cosicché nel picco dell'estensione nella fase concentrica venga manutenuta la tensione muscolare.
I muscoli responsabili dell’estensione del gomito sono il tricipite brachiale e l'anconeo. Il tricipite brachiale è un muscolo piuttosto esteso che copre l'intera porzione posteriore del braccio, ed è composto da tre ventri muscolari, il capo lungo, il capo mediale e il capo laterale. Il capo lungo del tricipite è un muscolo biarticolare che origina dal tubercolo infraglenoideo della scapola attraversando l'articolazione della spalla. Gli altri due capi, mediale e laterale, originano rispettivamente dalle facce posteriori e laterali dell'omero. I tre capi poi convergono formando un unico muscolo inserendosi sulla superficie posteriore dell'olecrano dell'ulna. Il piccolo muscolo anconeo origina dall'epicondilo laterale dell'omero inserendosi anch'esso sull'olecrano. Anche se questi due muscoli sono centrali per l'estensione del gomito, il capo lungo ha anche la funzione di estensore e adduttore del braccio data la sua natura biarticolare, il che ne conferisce altre funzioni supplementari oltre alla pura estensione del gomito.
Per quanto riguarda l'azione dell'anconeo, vecchie analisi sull'attività elettromiografica (EMG) hanno notato un ruolo durante le prime fasi dell'estensione del gomito e una minore attività durante la massima estensione. Ne è stata riconosciuta anche la funzione di stabilizzatore durante il movimento di pronazione e supinazione del gomito. Durante l'estensione in pronazione l'anconeo è risultato più attivo, mentre durante l'estensione in supinazione la sua attività è minore (Pauly et al., 1967). Altre analisi (Le Bozec et al., 1980) riconobbero che l'anconeo intervenisse in maniera più significativa nei movimento lenti piuttosto che nei movimenti rapidi. La funzione del tricipite brachiale è più complessa e diversificata a causa di una componente biarticolare. Secondo le analisi datate di Basmajian (1969), il capo mediale risulta l'estensore primario, mentre il capo laterale e il capo lungo agiscono secondariamente. Altri autori segnalano che il capo laterale sia il più forte, contribuendo in maniera più significativa all'estensione del gomito. In realtà questi dati sono indicativi, in quanto è stato stabilito che l'attività del capo lungo aumenta quando il braccio è flesso o abdotto, verosimilmente perché, essendo un estensore e adduttore del braccio, in queste posizioni esso viene portato in prestiramento. Le Bozec et al. (1980) osservarono che il capo lungo del tricipite fosse in grado di esercitare una maggiore forza a braccia flesse rispetto ai capi monoarticolari, e quindi l'ottimale rapporto lunghezza-tensione del capo lungo del tricipite avvenisse quando la spalla risulta flessa a 180°. Anche analisi elettromiografiche più recenti (Davidson e Rice, 2010) hanno testato l'attività dei diversi capi del tricipite e dell'anconeo durante l'estensione del gomito a braccio flesso a 90° o a braccio lungo i fianchi, notando che l'estensione del gomito a braccio flesso portava ad un aumento significativo dell'attività del capo lungo senza provocare alcuna variazione nell'attività degli altri muscoli coinvolti. Questi risultati sono importanti considerando che la french press tradizionale impone un grado di flessione del braccio (di 90°) analogo o simile a quello testato nello studio. Questo confermerebbe che l'attività del capo lungo del tricipite durante il movimento di estensione del gomito aumenta in proporzione al grado di flessione del braccio in partenza, come era stato più volte dedotto da vari autori.
Altre analisi dirette sull'attività del tricipite sono state condotte testando diversi esercizi con sovraccarichi, rivelando dati ancora più chiari ma per certi versi inaspettati e controversi. Boehler et al. (2011) vollero stabilire quale esercizio per tricipiti provocasse la maggiore attivazione muscolare dell'area, con l'intento di definire quale di questi potesse essere ritenuto il più efficace esercizio per tricipiti. Vennero testate 15 ragazze del college tra i 20 e i 24 anni, al quale venne prescritta l'esecuzione di 8 esercizi: dip tra le panche, piegamenti sulle braccia a triangolo (mani unite e gomiti verso l'esterno), kick back, french press verticale in piedi (bilaterale con manubrio singolo), push down con barra, push down con corda, distensioni su panca a presa stretta, e la tradizionale french press su panca piana con bilanciere. È importante considerare che gli elettrodi di superficie vennero posizionati solo sul capo lungo e sul capo laterale, per tanto il capo mediale è escluso dalla valutazione. I risultati indicarono che i piegamenti sulle braccia a triangolo provocavano in assoluto la maggiore attività EMG sia del capo laterale che del capo lungo, tuttavia non furono rilevate significative differenze nell'attività EMG tra piegamenti, dip e kick back. Il dato che interessa nella valutazione delle french press, è che queste provocavano un'attività EMG inferiore rispetto ai tre esercizi precedentemente citati. La french press verticale in piedi provocava un'attività EMG media del 76% rispetto ai piegamenti, mentre la french press su panca piana ne provocava un'attività di appena il 62%, un livello simile alle distensioni su panca a presa stretta. La french press su panca piana risultava tuttavia uno degli esercizi in cui l'attività del capo lungo era proporzionalmente maggiore rispetto a quella del capo laterale assieme ai push down. In altri termini, in questi esercizi esisteva un sproporzione significativa e marcata tra l'attivazione del capo lungo e di quello laterale. Emergono in particolare alcuni risultati inaspettati:
- alcuni esercizi riescono a reclutare il capo lungo del tricipite in maniera analoga o superiore alle french press, pur partendo da una posizione del braccio che impone una precontrazione dello stesso capo lungo;
- nella french press verticale, cioè quella che enfatizza il prestiramento del capo lungo più di qualsiasi altro esercizio grazie alla posizione del braccio in maggiore flessione in partenza, l'attività dello stesso fascio è risultata inferiore rispetto ad altri esercizi che costringevano alla sua precontrazione (come i kick back o le dip), e quindi ad una teorica insufficienza attiva;
- è stata rilevata una maggiore differenza tra l'attività del capo lungo e del capo laterale sulla french press orizzontale rispetto a quella verticale, e un'inferiore attività generale del capo laterale nella french press orizzontale.
- i push down provocavano una maggiore attività EMG del capo lungo rispetto alla french press orizzontale, nonostante i push down portino in precontrazione e quindi ad una teorica insufficienza attiva il capo lungo, e nonostante altre analisi[23] avessero rilevato che il capo lungo agisse maggiormente durante l'estensione del gomito a braccio flesso a 90° (un livello analogo a quello imposto dalla french press orizzontale) rispetto all'estensione del gomito con braccio lungo i fianchi (un livello analogo a quello imposto dal push down).
- la french press verticale è più efficace per stimolare il capo lungo prevedibilmente grazie alla posizione in maggiore prestiramento in partenza;
- la french press verticale è risultata superiore a quella orizzontale per provocare una maggiore attività elettromiografica totale del tricipite (sia del capo lungo che del laterale) rispetto alla french press orizzontale;

Sebbene possano essere interpretabili, i risultati di Boehler sembrano ridiscutere e ridimensionare l'efficacia e le teorie espresse a supporto dell'importanza e l'utilità delle french press, poiché risulterebbero inferiori per la stimolazione globale del tricipite rispetto a quanto aspettato. Il fatto che le french press coinvolgessero globalmente il tricipite in maniera inferiore rispetto ad altri esercizi poteva risultare intuibile, perché questa categoria di esercizi enfatizza l'attività del capo lungo a scapito dei capi monoarticolari come era emerso da altre analisi. Può sorprendere il fatto che il capo lungo del tricipite non risulti più attivo sulla french press (soprattutto verticale) se paragonato a molti altri esercizi, poiché come era stato evidenziato da altre analisi, esso risulta più attivo durante l'estensione a braccio flesso che a braccio esteso, e questo risultato si ritrova in linea con diverse leggi muscolari e principi biomeccanici.
Altre analisi recenti mostrano dei risultati a favore della french press nello stimolare maggiormente l'ipertrofia del capo lungo rispetto ai capi monoarticolari. Wakahara et al. (2012) prescrissero a 12 soggetti un programma di allenamento con i pesi per 3 volte a settimana per 3 settimane in cui eseguirono la french press su panca piana misurando le differenze regionali nell'attivazione muscolare e nella risposta all'ipertrofia muscolare. La percentuale di attivazione muscolare del tricipite brachiale è risultata significativamente inferiore nella zona distale (a cui fanno riferimento i capi monoarticolari) rispetto alle regioni mediale e prossimale (a cui fa riferimento il capo lungo). Anche l'aumento della sezione trasversale del muscolo dopo 12 settimane è risultato inferiore nella regione distale rispetto alle regioni mediale e prossimale. I ricercatori conclusero che "le differenze regionali nell'ipertrofia muscolare dopo un allenamento coi pesi cronico sono attribuibili alle differenze nell'attivazione muscolare durante l'esercizio". Questi risultati sembrano fornire dati più importanti rispetto ai precedenti, in quanto è stato misurato direttamente l'effetto che l'esercizio ha avuto a lungo termine sull'ipertrofia. Inoltre, le misurazioni con risonanza magnetica hanno chiaramente dimostrato come sull'esercizio della lying french press le zone del tricipite più coinvolte coincidevano con la collocazione del capo lungo.
Muscoli coinvolti nell'estensione del gomito:
- Muscolo tricipite brachiale
- Muscolo anconeo